# وننس
وننس (به فرانسوی: Vennans) یک کمون در فرانسه است که در Canton of Roulans واقع شده‌است.

## خصوصیات
وننس ۱٫۳۶ کیلومترمربع مساحت و ۱۷۵ نفر جمعیت دارد.